# Font de Aixa

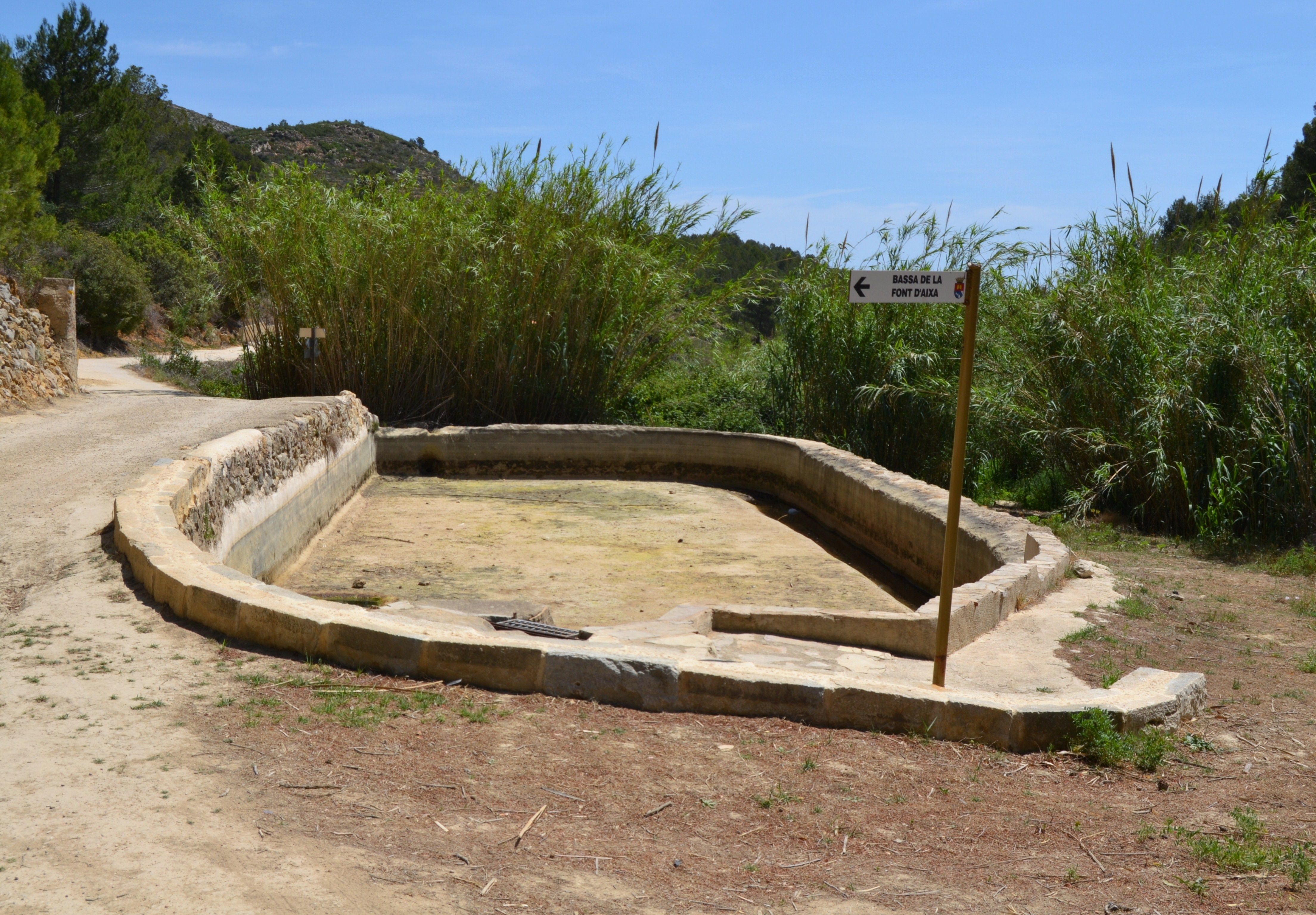
Balsa de la fuente de Aixa.

La Font de Aixa (fuente de Aixa) es una partida que pertenece administrativamente a los municipios de Lliber y Pedreguer, en la comarca de la Marina Alta, provincia de Alicante.

## Descripción física
Esta partida se encuentra situada a unos 290 metros sobre el nivel de la mar, en el pie de la Sierra del Castillo de Aixa, y a 3 kilómetros de la población de Lliber. La Font de Aixa forma una estrecha hondonada entre montañas abancaladas. El barranco homónimo la atraviesa entera en dirección oeste-este antes de desembocar en el río Gorgos. En la actualidad, el almendro constituye el principal cultivo de la Font de Aixa, porque es un árbol que se adapta muy bien a los suelos poco profundos de las montañas de esta zona. Según el botánico Jaime Soler, en la Font de Aixa se contabilizan más de 600 especies de flora, y entre ellas se encuentra 
lal erica arborea, que es un endemismo porque en la Marina Alta solo crece aquí y en el Cabo de la Nao.

## Historia

### SigloXVIII
En el año 1734 el Barranco de la Font de Aixa fue motivo de disputa entre el Marquesado de Denia (que comprendía también Pedreguer) y la Baronía de Xaló-Llíber. Los peritos del marqués de Denia mantenían que este curso de agua constituía la divisoria entre los dos términos, mientras que los expertos de Jalón declaraban que el barranco le correspondía íntegramente al territorio de la Baronía. Posteriormente, en una especie de croquis cartográfico compuesto el año 1764 el barranco aparece representado dentro del término de Llíber.

### SiglosXIXyXX
Antiguamente, el agua de la fuente que le da nombre se utilizaba para el riego de las huertas situadas en sus alrededores. A principios del siglo XX había una tejera, que hoy se encuentra en estado de ruina. Un censo, elaborado el año 1976, asignaba a esta partida un total de 10 casas de campo, pero un recuento posterior del año 1995 elevaba la cifra a 24. La mayor parte de las nuevas edificaciones han estado construidas por residentes europeos, seguramente atraídos por el aislamiento y la tranquilidad de este paraje.

## Lugares para visitar
- El Barranco de la Font de Aixa, tributario del río Gorgos.
- La Balsa.
- La Trencall de la Trona.
- El Peñón del Fred.

- Datos: Q8961957
- Multimedia: Font d'Aixa / Q8961957